# András Kozák
András Kozák, född 23 februari 1943 i Vencsellö, Ungern, död 24 februari, 2005 i Budapest, Ungern, var en ungersk skådespelare.

## Filmografi (urval)
- 1966 - Män utan hopp
- 1967 – Röda och vita
- 1991 - Trots allt